# حسن آلادپوش
حسن آلادپوش (۱۳۲۱ – ۱۳۵۵) از اعضای فعال سازمان مجاهدین خلق ایران بود که به‌ هنگام جنگ و گریز مسلحانه با نیروهای ساواک و کمیته مشترک ضدخرابکاری کشته شد.

تصویری از حسن آلادپوش

آلادپوش و محبوبه متحدین به توصیه علی شریعتی با هم ازدواج کرده بودند و شریعتی داستان «حسن و محبوبه» را تحت تأثیر آنها نوشت. پس از انقلاب ۱۳۵۷ دانشگاه فرح پهلوی به نام او دانشگاه محبوبه متحدین نامیده شد (در سال ۱۳۶۲ مجدداً به دانشگاه الزهرا تغییر نام داد) و بسیاری از مدارس دخترانه ایران محبوبه متحدین نامیده شدند.

## زندگی
حسن آلادپوش در سال ۱۳۲۱ در یک خانواده مذهبی در تهران به دنیا آمد. تحصیلات متوسطه را در دبیرستان علوی به اتمام رساند و از همان دوره به مدت ۵ سال عضو انجمن حجتیه بود. تحصیلات دانشگاهی را در رشته معماری در دانشگاه ملی (شهید بهشتی) ادامه داد و مدرک فوق لیسانس این رشته را اخذ کرد. در این دوران در جلسات حسینیه ارشاد شرکت می‌کرد و با دکتر شریعتی آشنا شد.
آلادپوش در سال ۱۳۴۹ به همراه همشاگردیش میرحسین موسوی و عبدالعلی بازرگان «شرکت مهندسان مشاور سمرقند» را تأسیس کردند. این شرکت در پوشش مهندسی به پاتوقی برای طرفداران شریعتی و مخالفان حکومت تبدیل شده بود و نشست‌های منظمی در آن با هدف اقدامات سیاسی و ابراز نظرات مخالف علیه رژیم شاه برگزار می‌شد. 
پس از اینکه فارغ‌التحصیل شد؛ در رشته خود به تدریس پرداخت اما چون سابقه مبارزه علیه حکومت شاه داشت، ساواک از تدریس او جلوگیری کرد. در سال ۵۰ با محبوبه متحدین که از معلمین مدارس جنوب تهران بود ازدواج کرد. آنها در سال ۱۳۵۱ به همراه دانشجویان دکتر شریعتی، نمایشگاهی از آثار جلال آل‌احمد، صمد بهرنگی، تصاویری از کشتار مسلمانان فلسطین توسط صهیونیستها و نیز مناطق محروم کشور، در حسینیه ارشاد برگزار کردند که منجر به دستگیری او توسط ساواک شد. او پس از شش ماه زندان آزاد شد اما هم زمان با رهایی او، همسرش به اتهام سخنرانی در مدارس زندانی شد که او نیز پس از چند ماه رهایی یافت. مدتی بعد، حسن و محبوبه جایزه سفر علمی به فرانسه را به خاطر ارائه طرح مهندسی اصلاح بافت شهری کاشان و اصفهان، از طرف دانشگاه ملی از آن خود کردند اما ساواک با خروج آن دو از کشور مخالفت کرد.
حسن آلادپوش و محبوبه متحدین در سال ۱۳۵۴ به جمع مجاهدین مارکسیست شده پیوستند. آنها پس از دستگیری وحید افراخته و محمدطاهر رحیمی، زندگی مخفی خود را از تابستان ۱۳۵۴ آغاز کردند. در ۶ شهریور ماه ۱۳۵۵ سه مستشار آمریکایی کارمند "راکول اینترنشنال" و فعال در پروژهٔ «آیبکس» (سیستم استراق سمع در مرزهای شوروی) به نامهای Donald Smith،  Robert Krongard وWilliam Cottrell در حوالی میدان وثوق در شرق تهران ترور شدند. آلادپوش در این عملیات راننده فولکس واگن سد معبرکننده بود. ساواک پنج روز بعد موفق به پیدا کردن او شد و حسن در حین فرار مورد اصابت چند گلوله قرار گرفت و کشته شد. محبوبه اما تا شش ماه بعد زنده ماند و در ١٨ بهمن زیر گلوله‌باران اکیپ گشتی کمیتهٔ مشترک در منطقهٔ دروازه شمیران به سرنوشت همسرش دچار شد.
مرتضی (حسین آلادپوش) برادر او نیز در سال ۱۳۴۸ عضو سازمان مجاهدین خلق شده و در سال ۵۰ دستگیر و به شش سال زندان محکوم شد. وی بعد از انقلاب به سازمان پیکار پیوست.